# Восстание тюшенов

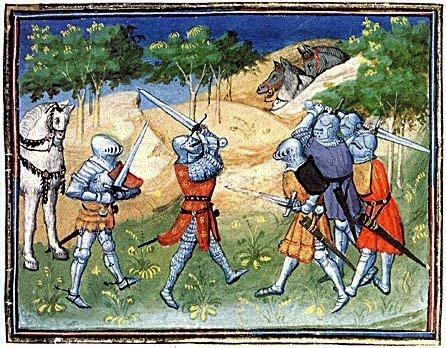
Лесная засада тюшенов. Средневековая миниатюра

Восстание тюшенов, или тюшинат (от фр. tuchins — лесные люди, возможно от ср.-франц. touche — рощица, лесок) — восстание в 60—80-х годах XIV века в южной и центральной частях Франции.
Мелкие банды разбойников, стихийно сопротивлявшиеся гнёту феодалов, постепенно слились в серьёзную армию под предводительством Пьера де ла Брюйера (а после его гибели — Гийома Гарсии). Целью восставших стало возвращение «старинных вольностей» — иными словами, городских привилегий, которые давно безнаказанно попирались крупными сеньорами, а также снижение чрезмерно высоких налогов. Восстание началось в Нормандии около 1356—1357 годов, быстро перекинулось на Юг, где охватило Лангедок, Пуату, Лимузен, Руэрг, Прованс, Дофине. К весне 1382 года восстание вылилось в крупное народное движение, продолжавшееся до лета 1384 года.
Большую часть восставших составляли крестьяне, а также ремесленники из крупных городов (Монпелье, Тулуза, Каркассон, Нарбонн, Ним, Бокер). Главные силы тюшенов были разбиты в 1384 году, отдельные отряды продолжали действовать в 1390-х годах. Восстание тюшенов — одно из звеньев целой цепи возмущений, прокатившихся по Европе после эпидемии Чёрной смерти, среди которых: выступления парижских майотенов и итальянских чомпи, венгерское и гентское восстания, руанская «Гарель», а также восстание Уота Тайлера в Англии.
Низшие классы заявили о себе как о серьёзной политической силе, с которой необходимо считаться, и, несмотря на то, что все вышеперечисленные выступления были подавлены с разной степенью жестокости, власти в течение следующих 25—30 лет не решались повышать налоги и подати.

## Этимология названия
Ни один источник, восходящий ко времени событий, не сохранил этимологии слова «тюшены» (tuchins, tochis), используя это имя как привычное и само собой разумеющееся. Единственное указание, содержащееся в «Хронике монаха Сен-Дени» («именовались тюшенами по причине беспорядочной жизни, каковую вели») ничего не объясняет; в результате чего исследователи XIX века выдвинули в качестве этимологии названия две гипотезы.
По мнению французского медиевиста Дюканжа, слово tuchin происходит от среднефранцузского touche, что значит «рощица, лесок». В подтверждение этой теории приводятся две разрешительные грамоты 1376 и 1377 годов, относящиеся к движению тюшенов в Оверни. В одной из них участник восстания именуется tuchin de bois («лесной тюшен»), в другой — brigand de bois («лесной бандит»). Поэтому Дюканж решил, что тюшены — это разбойники, обитавшие в лесах. Тактика у тюшенов была соответствующая: они заманивали врагов в леса и там их убивали. Впрочем, они не были обычными лесными разбойниками, поскольку, согласно имеющимся свидетельствам, после погромов и разбойных нападений возвращались домой, где занимались земледелием и ремёслами. Этой же точки зрения придерживался архивист и историограф Ш. Порталь.
С другой стороны, Анри Доньоль предложил иное толкование термина tuchin. В различных диалектах Оверни XIV века это слово состоит из двух частей. Первая — tuio, tuo, to — обозначает «убивать», вторая — chien — «собака». По этой версии, тюшен — человек настолько бедный, что вынужден убивать собак и есть их мясо. Несогласие с Доньолем выразил Шарль Порталь, который счёл, что Доньоль, увидев в одном из манускриптов слово «тюшен», записанное, видимо, в диалектной или ошибочной форме как tuchien, извлёк из него «собаку» — chien — и, несколько поспешив, перевёл как «собакоед».
Позицию Доньоля, тем не менее, поддержал другой французский историк Марселен Буде. Он отмечал, что сочетание «лесной тюшен», встречающееся иногда в разрешительных грамотах короля, было бы столь же бессмысленным, как «сельский крестьянин» или же «морской моряк»; кроме того, в документах Юга часто встречается вариант tochis. Ему же удалось отыскать в архиве Сен-Флура документ о наказании одного из горожан, оставившего возле городской стены четыре собачьих трупа, где псы обозначались именно словом chis. Однако против этой версии говорит тот факт, что это значение слово имело лишь в диалектах Оверни, где восстание началось только в 1363 году. Согласно источникам, отряды тюшенов встречались гораздо раньше — в 1356—1357 годах в Нормандии, где диалект был иной и это слово не имело такого значения, в то время как Буде работал исключительно на материале Юга. Помимо этого, Буде специально отметил в своей работе, что в средневековых манускриптах буквы «t» и «c» плохо различимы между собой, из-за чего возможно, что слово «тюшены» (tochis) каким-то образом связано с понятием «разбойники, грабители» (cochis).
Таким образом, среди историков нет единого мнения о происхождении названия восставших. Исследователи сходятся лишь в том, что и в Оверни, и в Пуату, и в Нормандии тюшенами становились люди, вынужденные оставить свои привычные занятия и заняться грабежом.
Сами тюшены никогда не именовали себя подобным образом, предпочитая более нейтральное название «компании» (companhos), как в те времена обозначался любой вооружённый отряд, или даже socius — «объединение, войско», то есть слово «тюшены» являлось для них внешней, быть может, даже глумливой кличкой.

## Причины

### Франция в середине XIV века
Экономически страна представляла собой типичное феодальное владение, где с королевским доменом соседствовали герцогские, графские или церковные земли, хозяева которых прямо или косвенно являлись вассалами короны. Дух независимости знати, практически уничтоженный при прежних царствованиях, даже в самые сложные для страны моменты уже не приводил к расколу страны, но при малейшем ослаблении центральной власти выливался в бесчинства, грабежи и многочисленные локальные войны — зло, которое не удавалось до того времени уничтожить окончательно.
Основой экономики в середине XIV века оставалось крестьянское земельное держание (цензива), являвшееся, по своей сути, арендой земли сеньора на условиях исполнения барщины, оброка и множества иных обязательств. Крепостное право (серваж) практически повсеместно исчезло, однако положение крестьян не сильно изменилось к лучшему. По-прежнему между ними и господином, желавшим править по своей воле (à mercy), стоял исключительно кутюм — обычай или обычное право, устанавливавший размеры податей и права господского суда. Кутюм представлялся средневековому крестьянину или горожанину не подлежащим изменению и, в качестве такового, был гарантией сохранения привычного жизненного уклада. Кутюмы часто представляли собой словесный договор между господином и его вилланами, реже — закреплялись на бумаге. Любая попытка повышения податей или некие дополнительные требования воспринимались как нарушение кутюма и попрание «вольности», вызывая возмущения, могущие порой доходить до мятежа. Эти мятежи, во многом, были связаны с ослаблением королевской власти, так как местные сеньоры спешили воспользоваться ситуацией, чтобы выжать всё возможное из своих подданных, истратив эти деньги на войны друг с другом.
Большинство французских городов сумело к этому времени добиться независимости от местных светских и церковных сеньоров, добывая свою «хартию вольностей» деньгами, либо силой оружия. Права городов варьировались, но особенно ценились возможность влиять на политику налогообложения, не позволяя сеньору или королю требовать дополнительных взносов без согласия городской коммуны, право содержать собственное ополчение и нести службу на стенах, а также избавление от солдатского постоя.

### Столетняя война и положение мирного населения

Народные восстания и «компании» во Франции в XIV в.

Время начала восстания было для страны особенно тяжёлым в военном отношении. Начавшаяся в 1337 году война, в дальнейшем названная Столетней, обернулась для страны рядом жестоких поражений. В битве при Пуатье (1356 год) вследствие разгрома французских войск в английском плену оказались многие рыцари, в том числе и сам король Иоанн II Добрый, который был вынужден за своё освобождение заплатить разорительный выкуп в 3 миллиона золотых ливров. Ради этого государству пришлось пойти на огромный заём, практически продав руку дочери короля Изабеллы герцогу Висконти за 600 тысяч золотых ливров и распределить сбор выкупа по всем провинциям королевства (например, доля Лангедока составила 200 тысяч ливров). Кроме того, корона вынуждена была продавать дворянские грамоты, и эти выплаты дополнительным бременем ложились на низшие классы. Также городские магистраты или иные влиятельные лица имели обыкновение любыми законными или незаконными методами освобождать себя от уплаты налогов, перекладывая её на податное население. Пленный король был отправлен в Англию, в то время как права регента осуществлял дофин Карл, будущий король Карл V Мудрый, что, как любая перемена власти, сразу привело к бесчинствам на местах. Прокатившаяся по стране эпидемия чумы 1347—1352 годов унесла во многих городах до 50 % населения, суровая зима 1358—1359 годов вызвала голод, что ещё более пополнило ряды людей, лишённых всякого достояния и вынужденных заниматься разбоем из-за отсутствия средств к существованию.
В стране без сильной королевской власти бесчинствовали так называемые «компании» — орды наёмников, лишившихся или ещё не нашедших себе применения, а также дезертиры из обеих армий, обеспечивавшие своё существование насилием и грабежом. Им не уступали и регулярные войска, причём французы, сражаясь на родной земле, в отношении мирного населения вели себя ничем не лучше англичан, а способ ведения войны посредством chevauchée стал основной военной доктриной того времени.
Слово chevauchée можно перевести как «рейд по тылам противника». Знаменитый военный автор того времени Оноре Бове в своём «Древе сражений» логической стройностью обосновал необходимость подобного метода. По его мнению, осада замков или городов — занятие изнурительное и долгое, требовавшее денег и времени, и король, платящий наёмникам из своей казны, не одобрял подобного способа действий. Посему значительно более выгодными представлялись резня местного населения и полное разорение округи, чтобы осаждённый сеньор, видя, какой урон наносится его имуществу, сам вышел на его защиту. Кроме того, обеими сторонами практиковался захват пленников, которых отпускали исключительно за выкуп, иногда по размеру превышавший его имущество, так что семье жертвы следовало выбирать между долгами и полной нищетой и потерей кормильца: если выкуп получить не удавалось, пленника убивали.
Бесчинства армий доходили до такого размаха, что даже Бове, философски относившийся к chevauchée как к неизбежному злу, которое следует терпеть за неимением лучшего, жаловался в своём сочинении:
Но Господу не угодно внушить королям желание во время войны приказом своим ограждать бедных тружеников от лишений и опасностей, ибо в нынешнее время все без исключения войны ведутся с бедняками, с быками и с коровами, что, как мне то сдаётся, превращает войну в обычный грабёж.
Об истребительном характере войны свидетельствуют, в частности, факты из городского архива Сен-Флура (Овернь), где позднее особенно свирепствовал тюшинат. Дважды, в 1360 и 1363 годах, окрестности города были опустошены и преданы огню, причём во второй раз столь основательно, что приход Бастида вместе с находившейся там церковью был буквально стёрт с лица земли и уже не смог возродиться, а из 206 проживавших там семей в 1363 году оставалось только 7, и число это не изменилось даже 6 лет спустя. Мюрат и Пьерфон дважды занимались англичанами и были разграблены и сожжены дотла, местные жители принуждены к бегству (1357—1365 годы).
К войне часто добавлялись внутренние конфликты — крупные и мелкие феодалы, пользуясь ослаблением королевской власти, спешили присвоить себе достояние более слабых соседей. В округе Сен-Флур, к примеру, местный сеньор враждовал с виконтом де Монкларом, в результате чего Сен-Урсиз дважды захватывался наёмниками последнего, а область была полностью разорена. В Сен-Флуре погибли 300 человек из 500, составлявших городское ополчение, и хотя горожане победили, Сен-Флур был практически истощён, городская казна пуста, внешний долг составлял 1500 ливров. На Севере хозяйничал Тома де ла Марш, отряд которого опустошил 17 замков и бесчисленное число деревень, страна лежала в развалинах.

Кроме того, здесь же, в Нижней Оверни, в 1363—1365 годах бушевала ещё одна местная война — между Гийомом де Кардильяком с одной стороны и Рено I де Мюратом и его братом Пьером с другой. Яблоком раздора стало наследство виконта Бегона де Мюрата, не оставившего после себя сыновей. Бастард Кардильяк ради победы не погнушался заключить союз с местными тюшенами. Их совместные подвиги хроникёр описывает так: 
…они же рыскали по стране и захватывали в плен ради выкупа, убивали и грабили всех, каковых только могли схватить, и запирали пленных в церкви Полиака, и там же насиловали женщин и девиц, и ночью и днём неусыпно следили за всем происходящим в замках, принадлежавших сен-флурскому епископу, дабы, улучив момент, застать их защитников врасплох.

### Налоговая и финансовая политика враждующих сторон

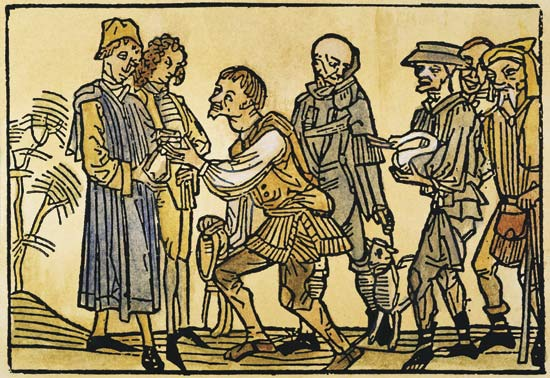
Крестьяне сдают оброк. Гравюра. XV век

Бесконечная война требовала всё больше денег на содержание наёмных армий и выплаты гарнизонам крепостей и замков. В Нормандской хронике говорится: «Большие тальи взимались с простых людей, и многие сеньоры брали чрезмерные поборы со своих людей и допускали, чтобы они подвергались грабежам и хищениям». Государственные налоги также увеличились. Генеральные штаты 1356 года одобрили субсидию, взимаемую на содержание тридцатитысячной французской армии. В 1358 году, после подавления Жакерии, субсидию удвоили. К тому же существовали ещё и косвенные налоги в самых разнообразных формах. Эти налоги взимались с продажи вина, соли и других товаров. Введение габели вызвало большое возмущение среди населения Нормандии. Жан Фруассар в своей хронике пишет: «Когда вести о таковом (то есть габели) дошли до Нормандии, страна была возмущена, ибо здесь никогда не знали подобных платежей». Кроме многочисленных косвенных налогов, крестьянин обязан был платить личные подати, контрибуции, позволяющие крестьянам не нести службу по охране городов и замков, и другие.
Англичане также спешили обложить население захваченных областей налогами и податями в свою пользу, добавляя к тому обязанности по несению крепостной службы и восстановлению разрушенных укреплений, от которых местному населению тоже приходилось откупаться, отдавая зачастую последнее.
От центральной власти не отставали власти местные, которым также требовались деньги на ведение войн друг с другом, украшение замков, покупку предметов роскоши или просто исполнение мимолётных капризов. Архивы Сен-Флура свидетельствуют о бесчинствах наместников Юга, сыновей короля Иоанна Луи Анжуйского и его младшего брата Жана Беррийского, считавшего, что весь мир существует ради исполнения его прихотей, для которого Марселен Буде не находит лучших эпитетов, чем «раджа» и «юный тиран». Первый из них, нарушив слово, бежал из английского плена и настроил против себя весь Юг, уже из без того возмущённый его поступком, грабежами и вымогательствами. Жан Беррийский появился в стране в апреле 1365 года после отъезда старшего брата, вынужденного к этому прямым королевским приказом. Пользуясь тем, что Иоанн Добрый скончался, а его старший брат Карл ещё не успел утвердиться на троне, королевский наместник показал себя грабителем, ничуть не уступавшим в этом занятии никому другому.

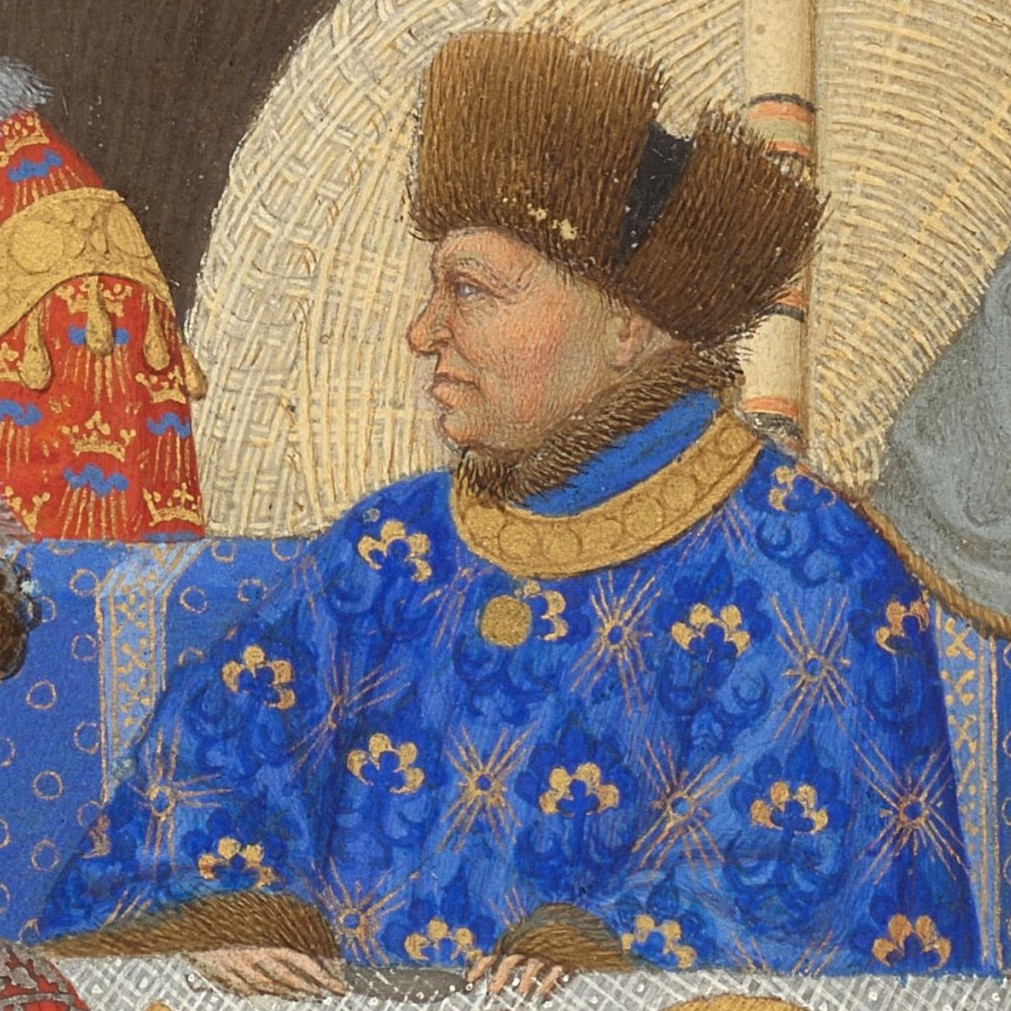
Жан, герцог Беррийский

Пять месяцев спустя он прибыл в Сен-Флур и, вступив в город со своей свитой, немедленно потребовал уплаты 16 тысяч ливров, якобы, на выкуп своего отца, вернувшегося в Англию после его бегства. Город Сен-Флур собрал последнее, деньги были выплачены и немедленно истрачены на герцогские капризы. Впрочем, этого ему показалось мало, и, придравшись к тому, что семь лет назад город задержал выплату налога, он потребовал ещё 2500 золотых франков в виде штрафа. Городская администрация отказала принцу. Придя в бешенство, герцог приказал схватить двух городских консулов (третьего найти не удалось) и водворить их в тюрьму в Нонетте, где их угрозами вынудили принять все условия герцога. Король Карл V, до которого дошли слухи о бесчинствах младшего брата, приказал выпустить их на свободу. Не обескураженный этим Жан Беррийский приказал снова арестовать троих консулов, а также почти всех представителей городского самоуправления и заточить их в башне Риом. Имущество арестованных было продано, якобы, для покрытия долга. Множество доведённых до отчаяния жителей Оверни эмигрировали в Гиень, предпочтя голодной смерти подчинение английскому королю.
Король Карл V приказом от 18 декабря 1366 года запретил брату продолжать самоуправство. Жан Беррийский вынужден был подчиниться, однако 11 февраля 1368 года он ещё раз отправил «исполнителей своих тайных поручений» в Сен-Флур, приказав взыскать с населения дополнительные 2500 золотых франков, специально уточнив, «дабы те не принимали во внимание письма, исходящие от двора, ежели таковые будут противоречить данному им приказу». Подобные же бесчинства творились и в других овернских городах, причём, попирая права короны и городские вольности, герцог Беррийский не останавливался и перед авторитетом церкви, игнорируя протесты духовенства и права церковного суда. Жители города Орильяк, доведённые до крайности, взялись за оружие и сошлись врукопашную с герцогскими ставленниками. В Сен-Флуре последние подверглись осмеянию и оскорблениям.
При подобном положении дел мирное население, права и состояние которого государство не могло, да и, в какой-то мере, не желало защитить от посягательств враждующих армий и собственных чиновников, оказалось перед необходимостью защищаться своими силами, создавая самооборону против всех «чужих», как бы они ни назывались и к какой бы из враждующих сторон ни принадлежали. Эти стихийно сформировавшиеся отряды сельской и городской самообороны стали основой будущего тюшината.

## Экономическое и военное положение в провинциях, охваченных движением

### Нормандия

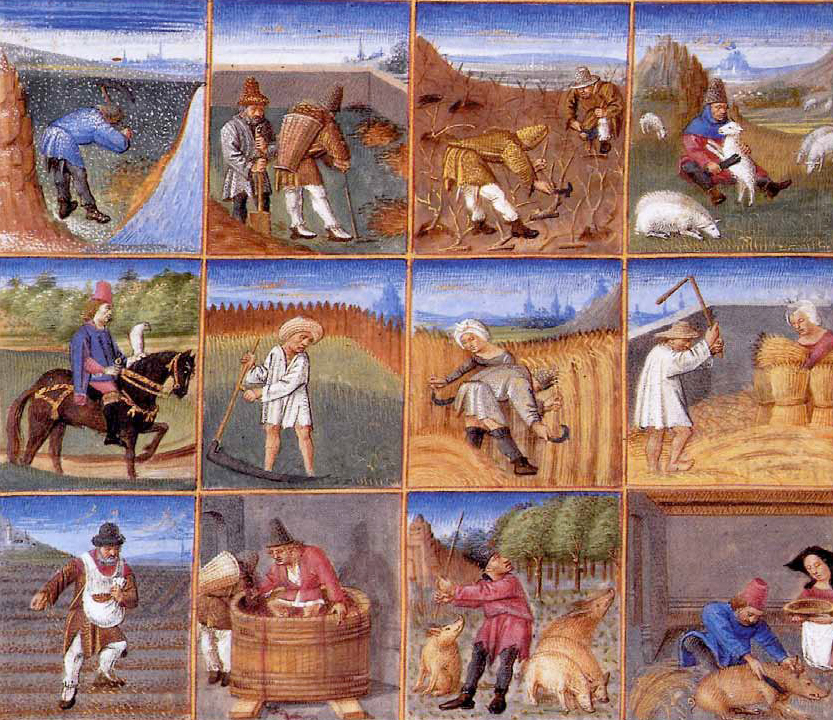
Занятия крестьян в течение года. Календарь XV века

Крестьянам и ремесленникам в Нормандии приходилось тяжелее, чем в других областях Франции. В связи со стремительным развитием торговли в этом регионе серважа здесь не было уже с XIII века, так как с этого времени документов об освобождении сервов нет. Большую часть нормандского сельского населения составляли лично свободные крестьяне — вилланы. Однако это не облегчало положение крестьян, так как они должны были за пользование землёй нести ряд повинностей сеньору — барщину и другие формы товарного и денежного оброков. Ситуация осложнялась ещё и тем, что сеньоры, кроме обычного ценза, зачастую вводили ещё и ценз дополнительный, намного превосходящий обычный. Кроме того, вилланы должны были отдавать церкви десятину, а сеньору — баналитет.
После битвы при Креси и взятия Кале англичане стали хозяевами в Нормандии и подвергали деревни и города грабежам и насилию. Начальники вооружённых отрядов, gens d’armes, препятствовали проведению полевых работ, чтобы использовать труд крестьян для военного транспорта и восстановления крепостей. Чтобы получить хотя бы пару дней отдыха, крестьяне откупались от этих повинностей, платя так называемые apatis rançons.
Эпидемии и неурожай 1359 года ещё более ухудшили непростое положение крестьян. Замки и церкви, превращённые в крепости, могли принять лишь небольшую часть селян, поэтому люди были вынуждены покидать свои деревни и бежать в леса. Обезлюдели и города. Англичане уничтожили центры суконной промышленности в Сен-Ло и Манте ещё в 1346 году, а к 1351 году торговля и промышленность окончательно пришли в упадок и в Нормандии.
Ремесленники находились в не лучшем положении, чем крестьяне. Зачастую, не найдя работы, они либо умирали с голоду, либо вынуждены были уходить в леса и заниматься грабежом.

### Овернь

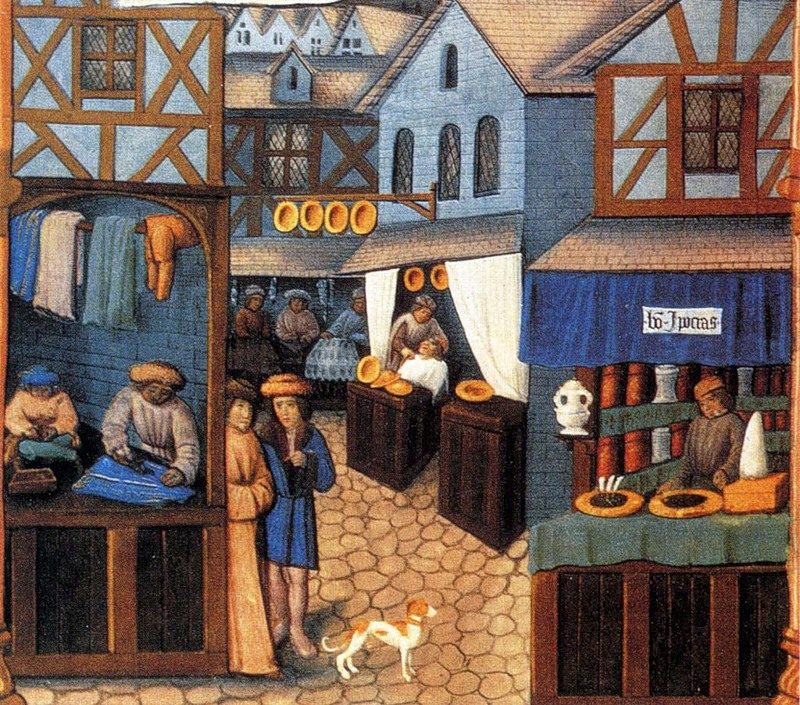
Лавки ремесленников. Французская миниатюра XV века

Овернь была окончательно присоединена к королевскому домену в 1360 году. Если верить картуляриям Бриуда и Соксилланжа, серваж в этой области исчез уже в XII веке. Крестьяне, так же как и в Нормандии, являлись вилланами, мелкими землевладельцами. Они в основном занимались земледелием и скотоводством.
Крупными участками земли владели, кроме светских феодалов, ещё и монастыри бенедиктинцев и цистерцианцев, такие как аббатство Орильяка. В монастырских поместьях выращивали фруктовые деревья и виноград.
В городах Верхней Оверни рано начали заниматься ремёслами. Центрами промышленности были города Орильяк и Сен-Флур. Ещё с XIII века велась торговля кожей и сукном с Лионом, Бордо, Труа, королевствами Пиренейского полуострова и Провансом. Существовали цеха суконщиков, кожевенников, меховщиков, сапожников, перчаточников и других ремесленников. Овернские купцы постоянно принимали участие в торговле на ярмарках Шампани.
Первые города-коммуны в Оверни появились в XIII веке. Светские феодалы предоставляли городам самоуправление за деньги, а у духовных землевладельцев — епископов — приходилось добиваться его в жестокой борьбе. Так было, например, в Орильяке и Клермоне. К концу века в Оверни имелось 19 городов с самоуправлением. Должности консулов стали монополией городской элиты. Консулы освобождали себя от уплаты налогов на военные нужды, хотя обязаны были платить. Поэтому распределение налогов между жителями городов зачастую вызывало недовольства.
С 1356 года Овернь регулярно подвергалась нападениям англичан. Многие города обезлюдели, деревни и замки были разрушены, по стране рыскали англо-гасконские наёмные отряды численностью до 7—8 тыс. человек, подчинявшиеся 20 капитанам. Город Бриуд был штурмом взят английским отрядом Сегена де Бадфоля и превратился в огромный рынок, где перепродавалась и делилась добыча.
Торговля и ремёсла пришли в упадок. Тяжёлое положение населения усугублялось ещё и междоусобной войной, которую вели сеньоры из-за виконтства Мюрат. Их вооружённые отряды наносили овернским землям не меньше урона, чем английские войска.

### Лангедок
Средиземноморье пострадало от войны между Англией и Францией несколько слабее, но Чёрная смерть в 1348 году уничтожила, по разным подсчётам, от трети до половины населения, «горная чума» в 1363 году опустошила селения Беарна и Руэрга, которые пощадила первая эпидемия.
Рейд 1355 года Чёрного Принца, по собственным словам, предавшего огню 500 деревень, в то время как королевский наместник Жан I д’Арманьяк предпочёл отсиживаться за крепостными стенами, не доверяя собственным войскам, нанёс первый удар по экономике, затем последовали набеги наёмных «компаний» 1360-х годов, которые грабили, насиловали и жгли, оставляя на своём пути пустыню «ради мести, а порой ради удовольствия», — замечает в своём исследовании Ж. Фавье. Так же, как англичане, действовали войска Дю Геклена, пересёкшие Лангедок на пути в Испанию. Единственным способом избежать разорения, а порой и смерти, для мирного земледельца было откупиться от своих мучителей деньгами.
Налоговое бремя также не уступало северному, за время войны руками населения и на его же деньги было возведено 400—500 бастид. Эти укрепления заняли большие площади пахотной земли, что привело к снижению урожая и подорожанию продуктов. По подсчётам Фавье, суммы, которые требовала королевская казна ради «защиты страны», превосходили доходы населения. Торговля пришла в упадок, так как дороги стали практически непроходимы для купеческих караванов, которым приходилось либо многократно откупаться от вооружённых банд, либо попросту быть ограбленными до нитки, радуясь уже тому, что удалось остаться в живых; в связи с этим угасли городские ярмарки, массовая гибель селян прекратила приток рабочей силы, необходимый для поддержания городской экономики, население средних и крупных центров (как то Альби, Ним, Севенн, Косс) уменьшилось едва ли не наполовину. Количество пустовавших домов в 1350 году было огромным, и даже столетие спустя их число не уменьшилось.
В подобной обстановке для бунта достаточно было любой искры. Восстание вспыхнуло в Пюи в 1378 году, когда среди толпы, собравшейся на площади вокруг статуи Святой Девы, поднялся крик: «Чем кормить детей?» Возбуждённые горожане разгромили и разграбили дома аристократии, в скором времени возмущение против налогов и «вспомоществований» перекинулось на Монпелье, Ним, Алес, Клермон. Везде городская верхушка, чтобы сохранить жизнь, вынуждена была идти навстречу городским низам, позволяя им принять участие в распределении налогов и соглашаясь на ввод их представителей в городские коммуны. В 1381 году в Безье беднота, взявшаяся за оружие при звуке набата, осадила городскую ратушу, выломала дверь и, разграбив, подожгла здание. Магистратам пришлось, спасаясь от пожара, прыгать вниз на мостовую из высоких окон. Разграблены и сожжены были дома богачей и аристократов, убиты 9 человек, причём, если верить позднейшим слухам, беднота ставила себе целью перебить городскую верхушку и силой взять в жёны их молодых вдов.
Таким образом, почва для тюшината была подготовлена, а неразумные действия герцога Беррийского, обложившего «провинившиеся» сенешальства огромным штрафом в 800 тысяч ливров, окончательно переполнили чашу терпения. Спустившись с гор, тюшены Оверни, которые, по словам Пентуэна, «сошлись вместе, скрепив свой союз страшными клятвами, дабы не склонять более головы под тяжестью налогов, но сохранить свои старинные вольности и силой свергнуть с себя столь тяжкое иго», начали войну.

## Организация, вооружение, тактика
По словам одного из первых исследователей тюшината, Марселена Буде, восстание, грозно заявившее о себе в Южной Франции в 1382—1384 годах, не имело общего источника; мятеж, охвативший бо́льшую площадь, чем северофранцузская Жакерия, вырос из множества мелких возмущений, а предшественницами армии де Брюйера были мелкие банды.
Об организации банд известно мало. Городские документы Сен-Флура именуют их «компаниями тюшенов» (li companhos tochis), слово «компания» в языке того времени обозначало любую вооружённую группу, имевшую определённую организацию и возглавлявшуюся неким «капитаном». Враждебно настроенный к тюшенам хроникёр аббатства Сен-Дени Мишель Пентуэн описывает их как банды оборванцев, вооружённых «ржавыми мечами и дубовым дрекольем», при том, что в подобном случае появляется вопрос, каким образом столь жалкие силы могли в течение 20 лет сопротивляться войскам сеньоров, короля и англичан.
По современным данным, эти «компании» в начале своего существования были небольшими объединениями под командованием одного или нескольких человек (так, в одном из документов Сен-Флура фигурирует банда, возглавляемая братьями Пьером и Жаном Люзьерами). Венсан Шалле предполагает, что костяк подобной группы складывался из профессиональных военных (или столь же профессиональных разбойников), составлявших окружение капитана. Остальной контингент был достаточно текуч и призывался по необходимости, когда появлялась угроза, исходившая от некоего противника, или же, наоборот, шла подготовка к очередному рейду.
Например, объединённая банда, действовавшая рядом с городом Баньоль-сюр-Сез (в Лангедоке), состояла из четырёх отрядов по тридцать человек, каждый во главе со своим капитаном, в обязанности которого входил приём новых членов, планирование будущих операций, поддержание дисциплины и, наконец, раздел добычи. По мнению Шалле, деление это строилось по чисто территориальному признаку: уроженцы деревень, расположенных к востоку от города, подчинялись некоему Вершьеру, уроженцу тех же мест, жители запада подчинялись своему земляку Бернару Режи, и, наконец, Вашон и Феррагю командовали соответственно северным и южным контингентами. Стоит заметить, что именно Вашон позднее командовал отрядом тюшенов в битве при Ушо, где повстанцы были разбиты войсками герцога Беррийского. Раздел добычи также осуществлялся по достаточно демократическому принципу: любой, принимавший участие в операции, получал равную с другими долю; исключение составляли капитаны, которым полагалось вознаграждение в двойном размере. Добыча зачастую отправлялась семье, что ещё больше укрепляло связь тюшината с родными местами.
Вооружение тюшенов обычно составляли меч или копьё, зачастую — тяжёлый тесак. Стрелковое оружие — лук или арбалет — в документах упоминается редко. Для защиты использовалась плотная стёганка (jacques) и небольшой щит. Летучие отряды тюшенов всегда были конными, что позволяло им с лёгкостью уходить от тяжеловооружённых, медлительных рыцарей и, разбившись на мелкие группы, скрываться в лесистой или горной местности.

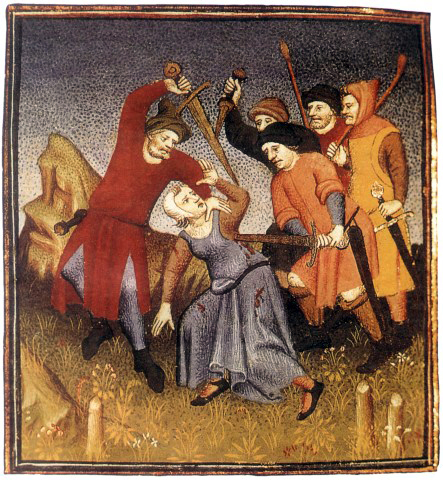
Разбойники убивают женщину. Миниатюра XV века

Документы того времени специально отмечают, что вступавший в отряд новичок должен был принести некую «страшную клятву», раз и навсегда связывая себя с товарищами. Эти клятвенные обещания производили особенно сильное впечатление на современников, заставляя воображать существование некоей зловещей sectae Tuchinorum. На деле, текст этой клятвы, обнаруженный уже в XX веке Венсаном Шалле в показаниях некоего Жака Фабра, батрака из Баньоль-сюр-Сез, оказался очень простым — речь шла лишь о верности и преданности делу тюшенов. Подобную клятву приносил, вступая в должность, городской капитан; более того, подобная практика у нормандских лесных отрядов существовала едва ли не с X века. Сливаясь между собой, отдельные отряды также скрепляли союз общей клятвой.
Возможно также, что у тюшенов были знаки для распознавания друг друга во враждебном окружении или тайного обмена информацией, однако это предположение остаётся недоказанным. Предполагается также, что для поздних тюшенов была характерна некая система оповещения, позволявшая быстро подготовиться к встрече с противником или исчезнуть, не давая застать себя врасплох. Венсан Шалле, посвятивший несколько работ проблеме тюшината, предполагает, что глазами и ушами лесных банд были женщины (и, возможно, дети), остававшиеся на местах и снабжавшие прячущихся в лесах мужчин едой, питьём и информацией. В самом деле, в нормандском материале можно увидеть множество документов, относящихся к судам над «пособниками и пособницами» лесных тюшенов или «разбойников», не прекращавшимся во всё время существования «английской Нормандии». Так, в 1435 году в Фалезе была осуждена на сожжение некая Жанна ле Арди, «сообщница, советчица и пособница лесных грабителей».
Что касается социального состава, то основой тюшината служили, по всей видимости, ремесленники и горожане, а также крестьяне, доведённые до разорения бесчинствами сборщиков налогов и грабительскими набегами англичан и местных сеньоров. По предположению современных исследователей, собственно «лесных разбойников», то есть изгнанников, окончательно порвавших с привычным образом жизни, было немного. Большей частью они продолжали жить в своих домах и заниматься земледелием или ремеслом, по необходимости или по знаку главаря собираясь, чтобы овладеть некоей добычей или расправиться с особенно злостным врагом, после чего вновь возвращались к привычным занятиям. Среди тюшенов хроники упоминают, однако, и мелких дворян («бедных рыцарей»), вступавших в отряды как по собственной воле и даже становившихся благодаря своим военным умениям «капитанами» восставших, так и принуждаемых к тому угрозой смерти или расправы с семьёй.

## Социальная система и цели движения
Один из первых исследователей тюшината Ш. Порталь видел в них обычных разбойников и мародёров, которых немало было в разорённой войной стране. Однако более поздние исследователи не разделяют подобного воззрения, присоединяясь к его научному противнику Марселену Буде, считавшему выступления тюшенов одним из проявлений «борьбы малых против великих, идущей с незапамятных времён, в которой галло-римский поселенец смело может подать руку французскому крестьянину более поздних времён, борьбы, которую можно подавить, но нельзя окончательно уничтожить».
Подобные разногласия основываются на двойственности сохранившихся документов. История тюшенов бедна описаниями открытых сражений, что неудивительно, так как не слишком дисциплинированные и необученные отряды не выдерживали прямого удара тяжёлой рыцарской конницы. Отсюда приверженность тюшенов к чисто партизанскому образу действий: засадам и нападениям с мостов и деревьев, заманиванию врага в лесную чащу. Подобная тактика нападений на разрозненные отряды или одиноких путешественников предопределила отношение к тюшинату как к разбою на большой дороге, тем более что королевские разрешительные грамоты и английские документы в Нормандии хранят память об откровенно разбойничьих «подвигах»: поджогах, грабеже, угоне скота.
Несомненно, в том, что касается «войны с коровами», тюшены были людьми своего времени, не лучшими и не худшими, чем другие вооружённые «компании», наводнившие собой Францию, однако, следует принимать во внимание и другие факты.
Так, Венсан Шалле отмечал, что тюшены Нормандии были заклятыми врагами англичан, которые безуспешно пытались подавить это движение. Но, отмечает Шалле, для грабителя солдат, пусть даже и богатый, принципиально представляет худший объект нападения, чем безоружный крестьянин или купец. Не стоит забывать, что тюшены Севера писали на своих знамёнах «Vivat rex!» («Да здравствует король!»), причём многие отряды имели в своём распоряжении королевское разрешение на ношение оружия и борьбу с «врагами королевства». В оккупированной врагом Нормандии основным противником их были англичане, в то время как французский король и его приверженцы представляли неизвестную и потому достаточно притягательную «сторону добра», имя Франция в XIV веке уже существовало и пользовалось горячей любовью, так что накал патриотизма не уступал более поздним временам. По мнению Шалле, англичане, желая дискредитировать своих противников в глазах населения, настойчиво подчёркивали именно подобные факты, оставляя в тени остальные.
Что касается южан, воевавших «против всех» в защиту своих «старинных вольностей», по предположению Буде, после первых побед, одержанных тюшинатом, их отряды стали пополняться деклассированными элементами города и деревни — профессиональными бродягами, нищими, дезертирами из обеих армий, принёсшими с собой дух анархии и желание обогатиться любой ценой. Именно к этому сброду, по-видимому, и относится замечание Мишеля Пентуэна касательно «тюшенов, вооружённых ржавыми мечами и дубовым дрекольем».

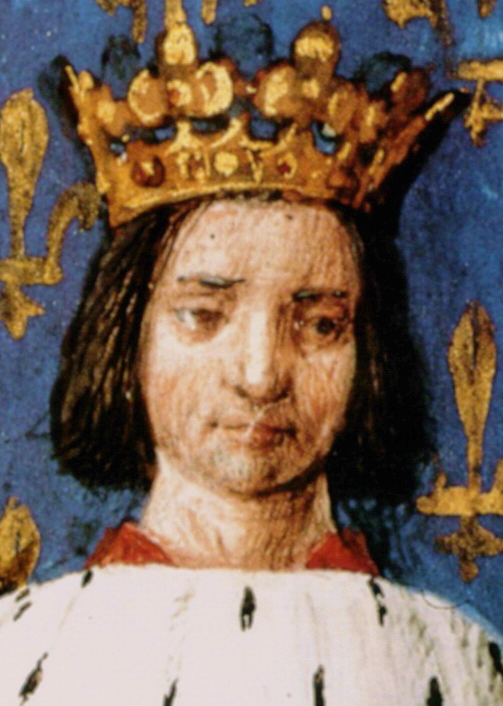
Малолетний король Карл VI. Миниатюра. Фрагмент

Кроме того, в распоряжении историков имеются и другие достаточно красноречивые факты. Во-первых, королевские разрешительные грамоты последующих годов перечисляют среди преступлений тюшенов «убийство королевских чиновников и сборщиков налогов», что не согласуется с гипотезой о банальном грабительстве, да и анализ тюшенских «зверств» и «преступлений», подробно описанных в Хронике Карла VI и королевских грамотах, наводит на размышления. Так, например, первое выступление тюшенов в Баньоль-сюр-Сез было направлено против ненавидимого народом откупщика по имени Понс Биордон, собиравшего «соляной налог» — габель, особенно непопулярный среди населения. Принадлежащий откупщику замок Эгез был разграблен, соляные погреба открыты, их содержимое роздано населению.
Также известно, что тюшены не стеснялись в выражениях не только в отношении ненавидимого народом наместника Оверни Жана Беррийского, «говоря о нём множество грязных и непристойных слов», но и к малолетнему Карлу VI относились с насмешкой и презрением, называя его «фиговым» или, ещё грубее, «дерьмовым» королём.
В истории вёзшего письмо к королю Арагона Педро IV шотландца Джона Патрика — он был схвачен тюшенами и «коронован» раскалённым докрасна треножником — Буде предлагает видеть насмешку и издевательство над королевской властью. Стоит отметить, что приказ де Брюйера убивать всех, «не имеющих мозолистых рук», заставляет задуматься, так как с точки зрения чисто материальной гораздо более выгодно было бы получить выкуп за пленника. Известно, что этот приказ не вызвал сопротивления среди рядовых тюшенов и, по-видимому, выполнялся, что поддерживает гипотезу о войне против власть имущих.
Ненавидя королевскую власть, тюшены столь же критично относились к церкви. Мишель Пентуэн рассказывает о судьбе священников, попавших к ним в руки, один из которых был привязан к дереву и пронзён насквозь железным вертелом («служившим какому-нибудь бедному тюшену вместо меча», — как пишет М. Буде), а другой — лишён кончиков пальцев, кожи на тонзуре и сожжён живым. Стоит также отметить, что священники в те времена пользовались непререкаемым авторитетом и уважением у обеих враждующих сторон — вплоть до того, что шпионы обеих армий переодевались в рясу, чтобы обеспечить себе полную безопасность в выполнении порученной миссии, но при проезде областей, контролируемых тюшенами, монахи и священники вынуждены были переодеваться в крестьянское платье. М. Буде, специально задавшийся вопросом, не было ли это обусловлено принадлежностью тюшенского войска к некоей еретической секте, отвечает на этот вопрос отрицательно. По его мнению, священники для восставших относились вместе с дворянами к некоему классу «дармоедов», существующих за счёт крестьянского труда, и те поступали с ними соответственно. В. Шалле, со своей стороны, предлагает относиться к подобным описаниям с большой осторожностью, так как бросается в глаза их слишком большое сходство с описаниями зверств жаков, и вполне возможно, что Мишель Пентуэн, по обычаю своего времени, просто подражал уже существующей хронике.
Социальная система тюшината существовала, и имелись цели, которых восставшие пытались достичь. Но система эта была ещё достаточно неоформленной, а политическое сознание восставших смутно и неопределённо. Об этих целях известно из допросов защитников замка Броссадоль, попавших в руки сен-флурского ополчения. Тюшены желали стать «сеньорами страны», в то время как господство, по их представлению, было возможностью есть досыта, немедленно присваивать себе любую понравившуюся вещь, а также, безусловно, местью за все перенесённые унижения. При подобном положении вещей тюшинат, конечно, был обречён.

## Отношение властей и попытки противодействия
Местные власти были бессильны против разгула разбоя и грабежа — подобно сицилийской мафии конца XIX века, тюшены заполонили города и деревни, их базами становились бедные городские окраины и разорённые деревни, едва ли не каждый бедняк был тюшеном, не беспокоясь о том, чтобы это скрыть. Они теснились в самых бедных окраинах, где располагались их лачуги, притоны, даже собственные «тюрьмы» и, наконец, склады с награбленным добром. Тюшены проникли даже в органы городского самоуправления: так, по меткому замечанию одного из консулов Сен-Флура, нижняя палата местной коммуны была entuchinée (то есть была заполнена тюшенами и их приспешниками). Тюшены вынуждали городскую верхушку предоставлять убежище им самим и их семьям, а также право открыто и безнаказанно распоряжаться разбойничьей добычей. В свою очередь, они давали обязательства не заниматься своим ремеслом в пределах городской черты, исправно платить налоги и нести наравне со всеми охрану городских стен. То есть, они никогда не были разбойниками в полном смысле этого слова. Едва появлялась возможность работать, тюшены возвращались к мирному труду, если её не было — шли грабить на большую дорогу.
О страхе, который испытывали перед тюшенами города, свидетельствует характерный случай той эпохи. Бандой тюшенов под командованием Ла Борха (La Borgha), действовавшей у заброшенных каменоломен на дороге между Сен-Флуром и в то время занятым англичанами Сайаном, был ограблен и лишён лошади английский паж. Это нападение произошло во время перемирия, что грозило французам серьёзными неприятностями. Единственное, что смогли сделать власти Сен-Флура — направить тюшенам письмо, «дабы те соблаговолили вернуть лошадь, взятую ими у сказанного пажа, убедив англичан таковым образом в доброй воле и усердии, приложенном городом для возвращения таковой». В погоню за разбойниками был направлен отряд арбалетчиков под командованием Пьера Сессе и бретонца Понсе де ла Гийоне, однако мобильные банды оказались неуловимыми для медленно передвигавшихся регулярных отрядов. Известно, что Ла Борха и его семья совершенно открыто жили в Сен-Флуре. По мнению М. Буде, вполне возможно, что вся история с карательной экспедицией была комедией, сыгранной с целью успокоить англичан.
По всей видимости, городской верхушке приходилось не только закрывать глаза на существование тюшината, но в определённой мере и сотрудничать, и даже откупаться от него. Так, например, свадьба Бернара Режи, одного из капитанов, праздновалась открыто в Баньоль-сюр-Сез, причём отцы города снабдили новобрачных вином и хлебом. Более того, специально избрав день, когда сеньор Баньоля, виконт де Тюренн, находился в своей городской резиденции, четыре отряда, одетые в белые стёганки с красными поясами, вошли в город совершенно открыто, развернув знамёна, под звуки барабанов и труб, и парадным шагом прошествовали по главной улице города вплоть до приходской церкви, где должно было произойти венчание. Де Тюренн пригласил в гости одного из четырёх капитанов — Вершьера, служившего когда-то под началом его отца, чтобы окончательно увериться, что тюшены не злоумышляют против него, и также — ради вежливости — прилюдно заявить, что дело их правое, и угостить четырёх капитанов вином. Кроме того, столь явное братание высокопоставленного дворянина с вожаками разбойничьей банды, совместная трапеза, по тогдашним понятиям устанавливавшая отношения равенства между её участниками, было нарушением субординации — столь неслыханным, что один из капитанов, Ферагю, предпочёл наотрез отказаться от приглашения. Иногда тюшены могли нанести прямое оскорбление дворянину, в резкой форме отказавшись от угощения. Так, уже упомянутый Вершьер на пути к городу демонстративно отказался от стакана белого вина, предложенного ему Пьером Гейделем, бывшим капитаном Баньоля, офицером на службе де Тюренна, объявив во всеуслышание, что вино плохое. Гейделю пришлось безропотно снести оскорбление, за которое в мирное время тюшен немедленно бы лишился головы.

Битва под стенами замка. Миниатюра XV века

Однако, сотрудничество городов с тюшенами вызывалось, возможно, не только страхом и давлением городских низов, видевших в тюшинате возможность оградить себя от деспотизма вышестоящих, но и необходимостью защищаться от произвола «компаний», наводнивших собой страну. Неразбериху и анархию, царившую в стране, иллюстрирует характерный шаг Симона де Крамо, епископа Ажена, бывшего руководителем совета при герцоге Беррийском, который был вынужден заключить договор с тюшенами, чтобы защититься от грабительства карателей того же герцога, высланных для подавления восстания. По этому договору тюшены имели право поселиться в любом из городов его владения по их выбору и защищать горожан и окружающие деревни силой оружия, давая возможность вести полевые работы. Кроме того, в их обязанности входили погоня за карателями и возвращение угнанного скота и пленных. В награду за службу, как свидетельствуют сохранившиеся архивы, каждому тюшену полагалось по ягнёнку и всем вместе — 8 сетье муки и денежное вознаграждение. Сохранившиеся документы не позволяют однозначно решить, представляла ли подобная выплата вознаграждение за услуги или же попытку откупиться от опасных союзников. В любом случае, горожане отделались сравнительно легко, так как плата карателям за пленных и скот была бы значительно выше.
Не лучшим было положение мелкого дворянства, о чём свидетельствует характерный анекдот, связанный с именем Жирара де Вана (Girard de Vens), небогатого дворянина, осаждённого в его замке тюшеном по имени Этьен Жоли, которому соплеменники дали прозвище Ботфё, то есть «затаптывающий очаг» (фр. Bottefeu). Этот «Затаптывающий» грозил смертью де Вану и его брату, «изрыгая многие ругательства» и грозя нарезать их тела «на мелкие куски, как то делается в мясной лавке», если не получит в качестве отступного стёганный порпуэн ценой в 2 франка. Перепуганный де Ван обратился за помощью к своему сеньору, владельцу замка Ороз, но получил от него недвусмысленный совет «защищаться своими силами самым лучшим к тому образом», в результате чего де Вану пришлось униженно молить Жоли о пощаде для себя и брата, обещая ему, что «ежели таковой чем-то обидел тебя, я взыщу с него в твою пользу денежную пеню», после чего тюшен потребовал для полного расчёта жену де Вана, «юную и красивую, дабы взять её добром или силой, после чего отдать на потеху своим приспешникам». Доведённый до крайности де Ван, если верить его свидетельству перед королевской канцелярией, был вынужден во время случайной встречи с Жоли зарубить его мечом и позднее хлопотать о прощении за это убийство.
Впрочем, отдельные попытки бороться с разгулом тюшината всё же предпринимались. Так, некий Жан Шевалье по прозвищу Руссель, сын богатого горожанина из Верхней Оверни, вызвался разгромить отряды тюшенов, из-за которых передвижение по дорогам для одиноких путешественников стало смертельно опасным. 20 декабря 1381 года он получил официальную бумагу, разрешающую ему вести войну против тюшенов Верхней Оверни, шесть месяцев спустя подобное же поручение было дано его брату Эсташу, причём приказ был скреплён подписью наместника Жана Беррийского, Пьера д’Эймери. Но кампания, едва начавшись, закончилась плачевно — Шевалье был атакован отрядом англичан, рыскавшим поблизости в поисках добычи, и ограблен. Англичане увели даже его лошадь, после чего тот вынужден был хлопотать перед городскими властями о возмещении убытков.
Ещё хуже закончилась карательная экспедиция под руководством Пьера Сарамана (или Сермена), ставившая целью разгром тюшенов Боннака, руководимых братьями Жаном и Пьером де Люзер. Проводником его отряду вызвался быть кюре Боннака Жан Бушереш. Ночью, вызвавшись разведать местность, кюре заблудился и вернулся к Сарамену, который, приняв того за тюшена, зарубил на месте. Оставшись без проводника, отряд вынужден был с позором вернуться назад.
И, наконец, специально призванный бороться с тюшенами Гантонне д’Абзак, имевший прямой приказ от герцога Беррийского, не нашёл лучшей тактики, как терроризировать население, избивая жителей, сжигая дома и угоняя скот, угрожая, что за дальнейшую помощь тюшенам крестьяне вынуждены будут «питаться крысами», дойдя в своём неуёмном желании расправиться с мятежниками до того, чтобы ворваться в церковь в Сен-Жерве, где пряталось от его солдат мирное население, и, в качестве меры особого устрашения, отрезать уши местному кузнецу. Подобная неразумная политика лишь вынуждала население видеть в тюшенах своих защитников; и действительно, большая часть операций банды Вершьера-Феррагю, описания которых сохранились в архивах Баньоля, состояла в нападении на солдат герцога и возвращении награбленного.
Что касается государственных властей и высших феодалов, отношение их к тюшенам было неоднозначным. Так, упорно держался слух, что шурин Жана Беррийского Жан II д’Арманьяк тайно поддерживал тюшенов, натравливая их на своего соперника Гастона де Фуа, а тот делал то же самое. Тюшены же охотно шли на службу к любому, кто больше платил. Они вместе с городским ополчением участвовали в походах дю Геклена и походах маршала де Сансерра, подчинялись, как и прочие, десятникам и имели собственные флажки (pennons). Сохранились также свидетельства, что королевским военачальникам случалось приглашать к себе тюшенских капитанов и угощать их вином. Кроме того, власти охотно принимали на службу тюшенов, противостоявших «врагам королевства»; по свидетельствам современников, у многих отрядов имелись письменные разрешения от короля на ношение оружия и борьбу против англичан, также на флагах многих из тюшенских отрядов (как на севере, так и на юге) была латинская надпись «Да здравствует король!» (Vivat rex!) И, наконец, когда около 1383—1384 годов стало ясно, что тюшинат окончательно вышел из повиновения и ведёт войну уже на стороне англичан против налогов и злодеяний королевских чиновников на местах, появилась дворянская коалиция, положившая конец движению.

## История

### Рождение тюшината
Впервые слово «тюшен», точнее «лесной разбойник или же тюшен», появляется в разрешительной грамоте Карла V от апреля 1376 года, гарантирующей прощение и неприкосновенность двум жителям Курси-ле-Кутанса — Ришару Ивону и Анри Фовелю, убийцам Жана Муассана. Утверждалось, что этот «тюшен» разбойничал в окрестностях Котантена и Авранши, брал пленников и требовал выкупа, а в случае неуплаты сжигал их дома. Отмечается, что Жан Муассан прежде, чем стать тюшеном, занимал другое положение в обществе. Во второй грамоте от октября того же года, данной Жану Лего, говорится, что уже около двадцати лет «лесные разбойники» brigands de bois группами по шесть-семь человек часто грабили деревни и города. В Нормандской хронике под 1359 годом отмечается: «Кроме англичан, наваррцев и французов, жители округа Котантен и Авранши страдали ещё от тюшенов (tuchins) или лесных разбойников (brigands de bois), называемых также guetteurs de chemins (то есть разбойниками с большой дороги)». В разрешительной грамоте от марта 1377 года уточняется, что тюшены грабили, в основном, «купцов и других добрых людей». Таким образом, тюшены появились в Нормандии около 1360 года.
«Тюшеном или же лесным разбойником» также называли некоего монаха, променявшего рясу на кистень. В третий раз это слово всплывает в истории некоего Жоффруа Кетона, который предстал перед королевским судом в 1377 году. По собственному признанию, он «жил честно и хорошо» вплоть до англо-гасконского рейда против Шарите-сюр-Луар (около 1363—1365 годов), после чего, ограбленный до нитки, вынужден был присоединиться к шайке, состоявшей из тех, «что бегут прочь и скрываются в полях, пещерах, канавах и лесах», причём эта группировка определяется именем «тюшенов, разбойников или же годенов». По уверениям Кетона, «тюшены» нанесли немало урона англичанам, вплоть до того, что их подвиги были отмечены маршалами Франции, и, в то же время, продавали свою добычу тем же англичанам. После изгнания англичан он, якобы, также навсегда оставил разбой и вернулся к мирному труду. Ещё один подсудимый, Жан ле Жесн, называя своих 12 соратников «компаньонами», рассказывал похожую историю: будучи крестьянином в Уазе, он вынужден был, чтобы не умереть с голоду, заняться грабежом, по его уверениям, направленным исключительно «против врагов королевства». Однако он был уличён в том, что реальными жертвами его банды стали крестьяне, у которых забирали последнее.
Как отмечал Марселен Буде, даже ранний тюшинат не был делом отщепенцев, противопоставлявших себя обществу; их организация мало чем отличалась от той, что была основой крестьянских отрядов самозащиты, стихийно формировавшихся на протяжении Столетней войны. Сравнивая тюшенов с сицилийской мафией XIX века, Буде замечал, что грабёж никогда не был их основным занятием — тюшены возвращались, если это было возможно, к земледелию и ремеслу, когда же другого выхода не оставалось, отправлялись грабить на большую дорогу. У тюшенов были свои дома, где они хранили добычу, если их жилища сжигались или разрушались, тюшены старались выстроить себе новые, на прежнем месте. Здесь они были дома, имея собственные правила, клятвы и даже собственные тюрьмы. Тюшинат пропитывал собой бедные кварталы городов и столь же бедные деревни, в которых тюшенами становилась если не большая, то, по крайней мере, достаточно влиятельная часть населения, поддерживавшая вполне дружеские отношения с теми, кто в той или иной мере сотрудничал с ними.
Так, сохранились свидетельства о свадьбе одного из тюшенских «капитанов», причём молодые обвенчались в местной церкви, после чего для всей деревни был устроен свадебный пир, где приглашённых угощали вином, захваченным во время одного из разбойничьих рейдов. В другой раз подобное же угощение было устроено из захваченного у солдатского отряда стада баранов. «Мятеж рождался из традиций общих трапез, где все вместе ели и пили вино, что несомненно доказывает его общинный характер», — отмечает в своей работе Филипп Депрё. Летучие отряды тюшенов легко формировались и столь же легко распадались, что делало их практически неуловимыми для регулярных войск, имели в деревнях и городах своих осведомителей и там же набирали для себя новых членов. Однако в Нормандии отряды «разбойников или тюшенов», поглощённые войной с англичанами и отстаиванием безопасности своих семей и своего имущества, так и не сумели выйти за эти пределы. Настоящей колыбелью тюшината стала Овернь.

### Тюшены Оверни. Подъём движения
Следующее появление тюшенов произошло в Оверни в 1363 и 1367 годах. Разрешительная грамота Карла V от августа 1366 года, перечисляя преступления тюшенов, датирует эти события «около трёх лет назад» — 1363 годом. В другой грамоте, от 1377 года, говорится, что около 10 лет назад в Оверни существовали грабители, «которых добрые люди называли тюшенами». Локальные документы Оверни, а также хроника монаха аббатства Сен-Дени говорят о действиях тюшенов в Оверни в 1363—1384 годах.
Предположительно, после захвата англичанами Бриуда, возможность поживиться награбленным привлекала туда окончательно впавших в нищету крестьян и ремесленников, так как именно в это время здесь появились первые тюшены (1363 год). Их лагерь располагался в Старом Бриуде, на дороге, ведущей в Сен-Флур. На них была начата охота, однако известно лишь об одном пленнике, повешенном англичанами на городской стене. Ещё одна банда в то же самое время (1363—1364 годы) сумела захватить замок Равель (кантон де ла Тур), где их настиг виконт де Полиньяк, «вырезавший отряд до последнего человека».

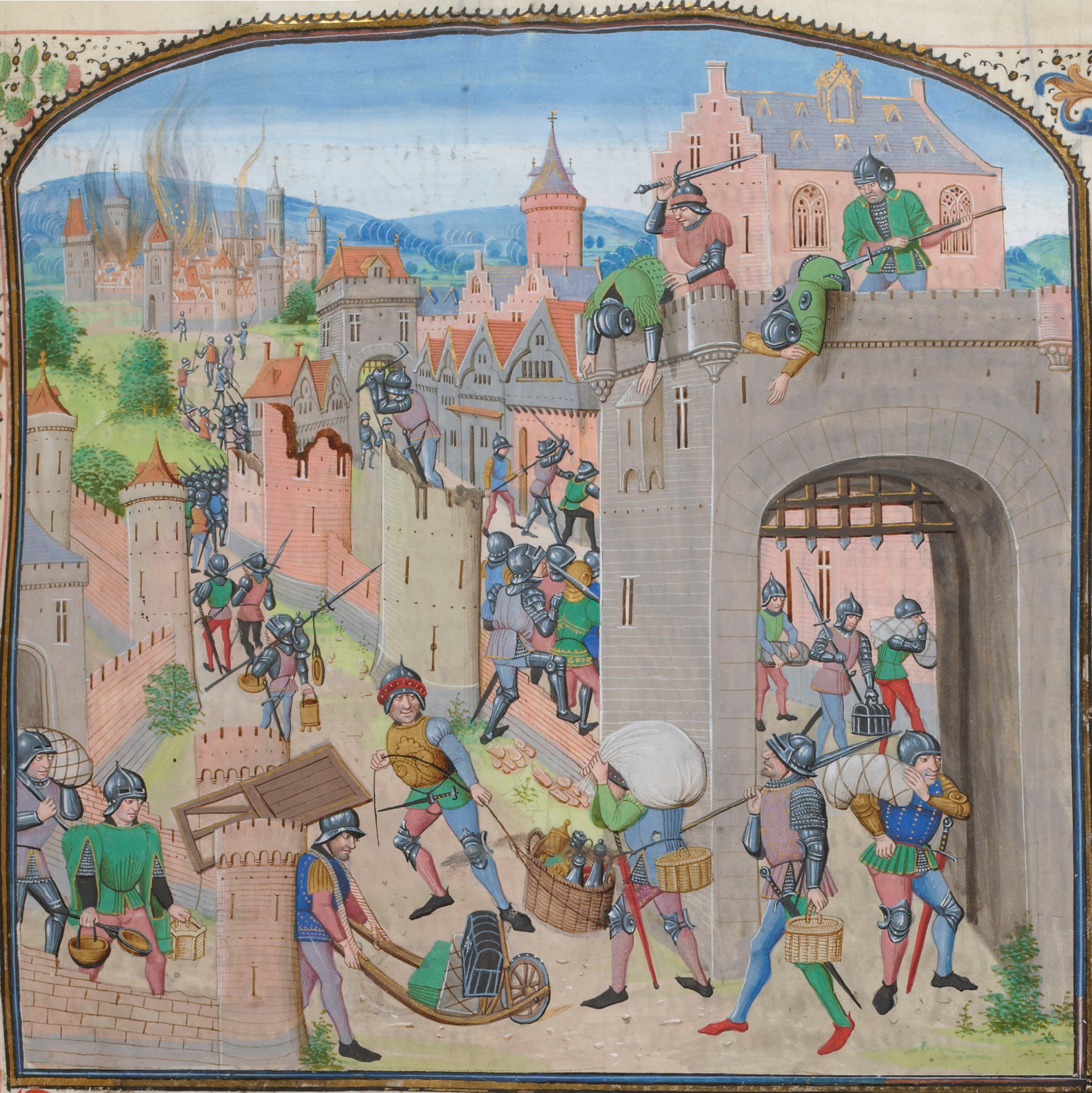
Разграбление города. Миниатюра из «Хроник» Жана Фруассара. XIV век

Тюшинат тем временем продолжал разрастаться; банды появлялись повсеместно, страна не в состоянии была справиться с ними. В 1366—1367 годах громко заявила о себе шайка под руководством братьев Жана и Пьера де Люзеров. Они открыто стояли лагерем в деревне Жиреж (округ Массиак), а оба брата, «начальники и капитаны», жили там, «устроив из своих домов склад для награбленного». Расположившись на перекрестье дорог из Сен-Флура в Бриуд, Клермон и Париж, грабители не давали прохода ни конному, ни пешему. Особенно лакомой добычей становились путешественники или купцы, у которых отнимали лошадей и забирали верхнюю одежду, бывшую в те времена немалой ценностью.
В 1367—1376 годах ситуация продолжала ухудшаться, провинция обнищала окончательно, пока король своим приказом не простил овернцам недоимки, уменьшил налоги для разорённых войной мест и подтвердил городские привилегии. Более того, местному бальи отдан был приказ «ежели то понадобится — силой» положить конец бесчинствам сборщиков, посланных герцогом Беррийским, его же самого без промедления отправить в Париж.
Новый кризис разразился два года спустя, когда англичане, с которыми было заключено перемирие, уступившие захваченный ими Карлат за немалый выкуп (население вновь было вынуждено выплатить тяжелейший налог в 20 франков «с дыма»), с помощью предательства опять овладели городом между декабрём 1373 и февралём 1374 года, после чего для освобождения города уже ограбленному и нищему населению силой был навязан новый налог по 5 франков «с дыма». Выбить англичан из Карлата удалось лишь 17 лет спустя, всё это время их разъезды бесчинствовали в стране, убивая и грабя, в то время как крепости, подобные Ориаку или Сен-Флуру, лишь с помощью выплат покупали себе временные передышки. В это время разбой на большой дороге уже стал привычным. Тюшены бесчинствовали, грабя своих и чужих, угоняя скот, не считаясь с перемириями или договорами, которые заключали между собой враждующие стороны, тем самым вызвав несколько серьёзных военных осложнений, особенно прославился в это время капитан тюшенов Гийом Фабр, взявший в плен знатного испанца по имени Гарсиа-Арнауто де Аро (12—24 декабря 1380 года).

### Пик развития тюшината
В Лангедоке о них известно с 1380 года, когда несколько тюшенов, виновных в убийстве, нашли себе приют в Манде. То есть, получив достаточную силу в Оверни, движение тюшенов стало распространяться вначале на север, затем на юг.

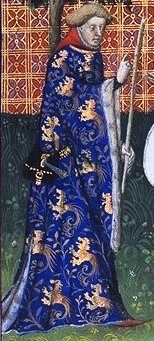
Гастон III де Фуа

В этом же 1380 году скончался король Карл Мудрый, оставив о себе добрую память тремя последними постановлениями. Так, он отменил подымную подать, бывшую тяжёлым бременем для истощённых войной провинций, отозвал из Лангедока своего второго брата Людовика Анжуйского, вызвавшего ненависть населения бесконечными поборами, и, наконец, передал управление провинцией в руки Гастона III Феба, графа де Фуа, пользовавшегося симпатией местного населения. Впрочем, едва лишь короля не стало, а на его место пришёл малолетний Карл VI, обо всём постановленном было забыто, и Жан Беррийский потребовал себе Лангедок по тому лишь праву, что занял его раньше брата. Гастон де Фуа, едва лишь успев получить назначение, должен был его потерять. Не смирившись с этим, он стал собирать войска. Жану Беррийскому оставалось только последовать его примеру, причём деятельную помощь оказал ему в этом шурин — Жан II д’Арманьяк, граф де Родез, присоединившийся к нему в Пюи с отрядом в 800 копий. Их основным лагерем стал Альби, и вновь поближе к театру будущих военных действий потянулись тюшены, ограбившие до нитки личного врача герцога и несколько его офицеров.
Под знамёна графа де Фуа стягивались отряды под командованием Пьера Сезерона и Копета, «чудовищного кровожадного карлика, кривого на один глаз», и Жиро де Брюзака. Эта первая армия тюшенов, ещё неорганизованная и недисциплинированная, поступила на службу к городу Ниму, встав под командование Вашона, и, наконец соединившись с городским ополчением, выступила против герцога Беррийского. Со стороны герцога армией командовали братья Луи и Конрад Гримальди, разбившие тюшенов наголову в битве при Ушо (21 ноября 1381 года). Армия тюшенов ни до, ни после того не могла в чистом поле противостоять закалённой в боях рыцарской коннице.
Однако, разбитые под Нимом тюшены соединились с коммунами Лангедока против герцога и его приспешников, так что представитель герцога Ангерран д’Эден, призвав на помощь сенешалей Каркассона, Тулузы и Альби, вынужден был повести с ними настоящую войну. Отряды тюшенов росли, в каждом насчитывалось от 20 до нескольких сотен человек, с января по март 1383 года они заняли и сожгли замок Кейлар в окрестностях Нима, осадили замок Бокер, принадлежавший Жану де ла Ривьер, захватив в качестве добычи 80 лошадей, осадили Сен-Лоран-дез-Арбр, рыскали в окрестностях Пон-Сен-Эспри, захватили Монклю и Корнийон, угрожая даже авиньонскому папе Клименту VII, который вынужден был призвать на помощь ополчения из Нима и сенешальства Бокер (февраль 1383 года). Тюшены продолжали войну, заняв Алэ, Вальмаль, Везенобр (последний — достаточно крупный и сильно укреплённый город — перешёл к ним путём предательства), заняли замок Сампсон. Ангерран д’Эден, сенешаль Бокера, попробовал усмирить их, объявив амнистию в марте 1383 года, а когда эта мера не возымела успеха, постепенно вытеснил их отовсюду, убивая без пощады пленных, сжигая дома тюшенов и изгоняя из прежних мест обитания (лето 1383 года). Тюшены были разбиты и вынуждены отступить в горы. В это время у них не было ещё единого главаря, и каждая банда действовала по собственному разумению.
Движение тюшенов в этот момент, казалось, начинает слабеть, но ситуацию вновь ухудшил Жан Беррийский, разглядевший в недавнем бунте Лангедока удобный предлог для очередного пополнения своей казны и потребовавший в качестве наказания всей провинции выплаты астрономической суммы в 800 тысяч ливров. Причём из этих 800, должных быть выплаченными за 4 следующих года, иными словами, 24 франка «с дыма», 500 полагалось собрать со всего податного сословия, в качестве подымной подати, в то время как остальная сумма, по усмотрению герцога, должна была быть выплачена теми сенешальствами, которые он бы счёл особенно тяжело провинившимися. Кроме того, 5 тысяч домов «по усмотрению короля» могли быть освобождены от подати, а полагавшиеся с них 120 тысяч франков опять же разделены между остальными. Таким образом, население отдавалось в полную власть приспешникам герцога и сборщикам налогов. Жители вновь восстали, отряды тюшенов пополнились новыми членами.
Выбитые из Лангедока тюшены продолжали войну в Оверни, где население было разорено вновь начавшейся местной войной за виконтство Мюрат, новым наступлением англичан, захвативших несколько городов и укреплённых мест, а также суровой зимой 1383—1384 годов, ещё больше ухудшившей положение низов. Это привело к тому, что разрозненные отряды тюшенов сплотились в единую армию, численность которой, по разным подсчётам, доходила до 12 тысяч человек. Этой армии не хватало только предводителя, и он появился, чтобы возглавить последний, самый громкий период тюшината.

### Армия тюшенов. Пьер де ла Брюйер

Нападение на рыцаря. Крестьянская армия в бою. Средневековая миниатюра

Предводителя тюшенов звали Пьер де ла Брюйер (в различных манускриптах того времени фамилия также записывалась как де (ла) Брюжер, де Бер). Существуют, впрочем, документы, называющие его Пьером де Бре, но Марселен Буде выходит из этого затруднения, предполагая, что будущий вождь тюшината мог зваться Пьером де ла Брюйером, сеньором де Бре, что вполне согласовывалось с обычаями того времени. Он был рыцарем родом из Лимани в Нижней Оверни и состоял в родстве с епископами Альби и Каркассона; имел жену и сыновей, но в то же время был плохим семьянином и отличался на редкость скверным характером. Жена была ему под стать — едва лишь Брюйер отправился воевать к тюшенам, она открыто стала сожительствовать с его оруженосцем — Гульфье де Ластуром, сеньором де Сен-Пардо, родом из Лимузена. Он, по его собственным словам, которые были записаны в королевской разрешительной грамоте, отказался последовать за своим хозяином, но гораздо вероятней, что он вначале также попробовал себя в качестве тюшена, но после первых неудач счёл за лучшее не связывать свою судьбу с терпящими поражение.
Источники того времени рисуют де ла Брюйера человеком без чести и совести, убийцей и вором, запятнавшим себя кражей драгоценных предметов культа (вплоть до епископской митры у собственного дяди, епископа Альби). После того, как вор был обнаружен и уличён, обратный путь был ему заказан, за подобное полагалась смертная казнь и конфискация имущества. Возглавив вначале небольшую банду, Пьер де ла Брюйер начал с громкого преступления, ограбив обоз с имуществом, принадлежавшим самому герцогу Беррийскому. Подобное начало вызвало взрыв энтузиазма среди тюшенов и им сочувствующих. Банду укрыл у себя Бернар Тиссьер, нотариус Каркассона, предоставив её членам еду и кров в принадлежавшей ему деревне. Взбешённый герцог, для которого посягательство на его личное имущество было «преступлением худшим, чем сожжение города», приказал преследовать грабителей без пощады, после чего оставаться в Лангедоке они больше не могли и скрылись в горах Оверни (зима 1383—1384 годов). Армия де Брюйера продолжала расти, она обрушилась на Нижнюю Овернь как снег на голову, или, как писал Мишель Пентуэн, тюшены «явились вдруг из ниоткуда и словно черви покрыли собой страну, вплоть до самых дальних её частей».
Исходящая от них угроза была столь велика, что городской совет Сен-Флура счёл нужным отправить отряд арбалетчиков для защиты близлежащей крепости Броссадоль. Тюшены буквально затопили собой Овернь, проникая повсюду, где не было сильных крепостей, избивая и грабя аристократов и богачей, приводя население в ужас. Купцы и дворяне уже не рисковали путешествовать открыто, но, пытаясь обмануть своих преследователей, одевались в крестьянскую одежду. Возможно, по этой причине и был издан знаменитый приказ де ла Брюйера «убивать всех, у кого руки слишком нежные и лишены мозолей, слишком обходительные манеры или правильная речь».
Пьер де ла Брюйер недолго оставался во главе тюшината — он погиб в период между январём и серединой мая 1384 года. По одной из версий, его отряд разбил лично герцог Беррийский, который в мае, как полагал хроникёр, отправился в Авиньон, пересекая для этого Пуату и Овернь:
Когда же они прослышали о приказах герцога, всё их бахвальство исчезло без следа, и вся храбрость оставила их. Сердца всей этой многотысячной недисциплинированной толпы переполнились страхом, стоило им лишь увидеть блеск копий и мечей войска, наступавшего на них, они же ударились в бегство, словно бы поражённые светом звезды, несущей с собой чуму. Преследуемые с ожесточением в течение многих дней, они погибали от гнева французских рыцарей, каковые не щадили никого и никого не брали в плен ради выкупа. И все они закончили жизнь на виселице или же были утоплены или пронзены мечами. Так были рассеяны эти полчища, так и не добившиеся целей, ради каковых собрались вместе. И это было без сомнения справедливо, ибо тот, кто совершает зло, получает в ответ ещё худшее.
Однако установлено, что герцог приезжал в Овернь не в мае, а в марте 1384 года, в то время как тюшены бесчинствовали по всей стране и охрана крепости Броссадоль не была снята вплоть до 3 апреля. На этом основании Буде делает вывод, что герцог не только не искал сражения, но всячески избегал его и, в лучшем случае, разбил один из многочисленных отрядов.

### На пути к поражению

#### Гийом Гарсия
Во главе тюшенов стал Гийом Гарсия (или Грасия), выходец, по всей видимости, из семьи богатого горожанина. Эта франко-испанская фамилия была в те времена распространена в Клермоне. Тюшены в это время бесчинствовали в Ла Планез — между Сен-Флуром, Пьерфоном и Мюратом. Гарсия, будучи человеком, склонным к жестокости, обладал при том умом политика. Понимая, что его неорганизованная и плохо вооружённая армия не сможет противостоять удару кадровых войск, а также то, что сама возможность прокормить 12 тысяч человек, бывших у него под началом, полностью зависит от благосклонности местного населения, он пытался принять меры, чтобы дисциплинировать тюшенов, а также прекратить грабежи. Гарсия понимал, что рано или поздно обе стороны возьмутся за тюшенов всерьёз, и тогда разгром неизбежен. Единственным выходом из положения было срочно заключить союз с одной из них. Гарсия выбрал англичан. В качестве жеста доброй воли он предложил сдать им замок Броссадоль, бывший ключом к столице горной Оверни — Сен-Флуру, после чего армии тюшенов предлагалось соединиться со своими союзниками для дальнейшего ведения военных действий. Переговоры с гарнизоном, стоящим в Бриуде, вёл со стороны тюшенов правая рука Гарсии, дворянин Жан де Диен. К 14 апреля 1384 года соглашение было заключено. Готовясь к будущей «операции», Гарсия отдал приказ прекратить боевые действия вокруг Сен-Флура, пытаясь таким образом усыпить бдительность защитников. Тюшены исчезли из ближайших лесов, на дорогах воцарилось спокойствие, главные силы Гарсии отступили к Бриуду.

#### Захват замка Броссадоль
Замок находился неподалёку от одноимённой деревни, бывшей собственностью его хозяина. Когда-то замок прославился тем, что в нём останавливался Святой Робер, но к концу XIV века он пришёл в полный упадок. Он принадлежал Эмону де Броссадолю, «бедному рыцарю», чьё движимое имущество оценивалось «менее чем в 60 франков». Сам он был даже не в состоянии защитить свои владения, и, в случае опасности, город Сен-Флур высылал к нему людей из ополчения. Пытаясь поправить свои дела, он «поручил себя покровительству церкви», носил тонзуру и надевал сутану поверх лат.

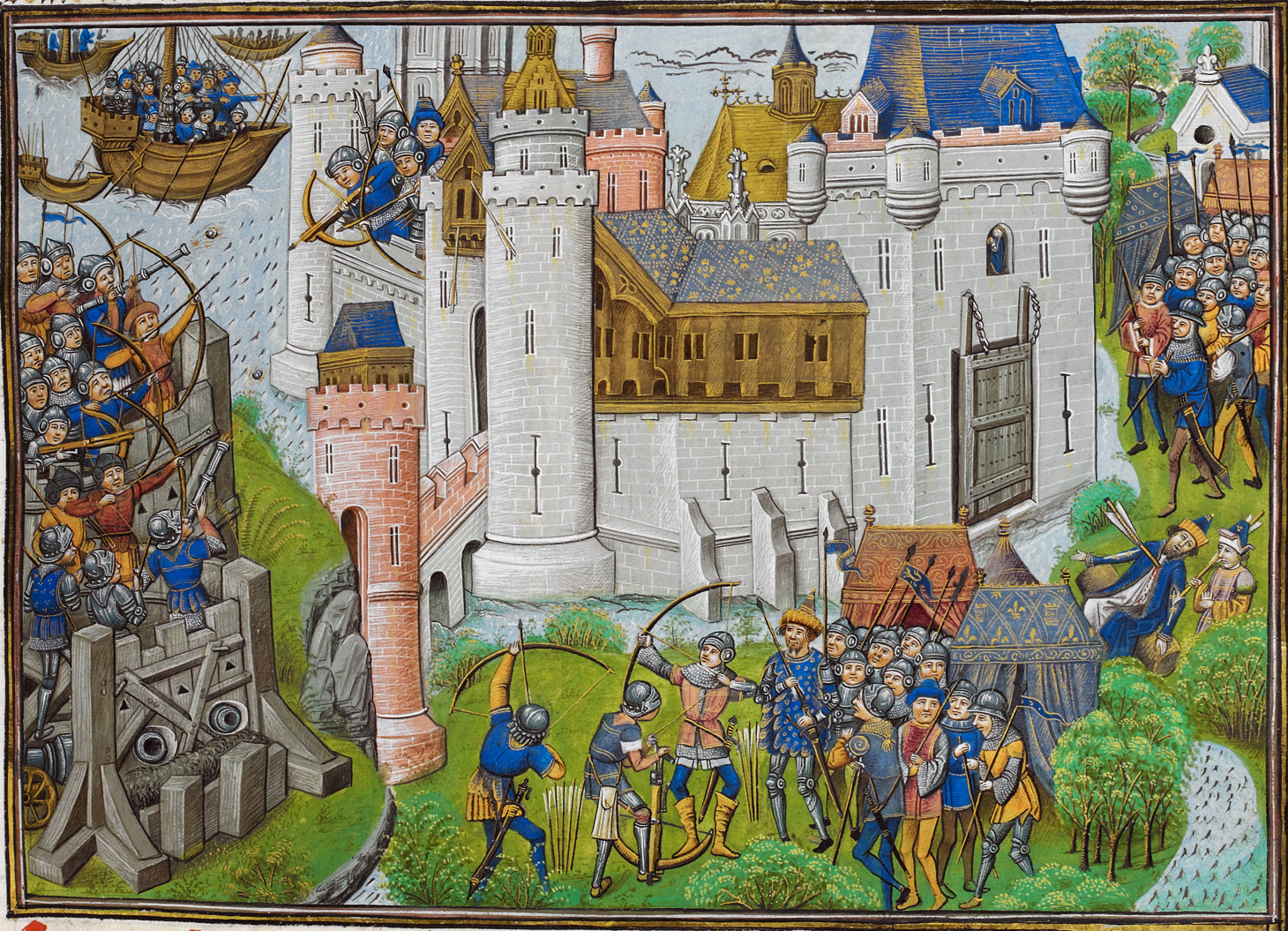
Осада замка. Франция. Миниатюра XV века

Из сохранившихся документов известно, что лучники из ополчения Сен-Флура находились в замке в начале апреля, однако, обманутый притворным отступлением тюшенов, де Броссадоль поспешил избавиться от них, тем более что при его скудных доходах для него было проблемой даже прокормить своих защитников.
Впрочем, обмануть сен-флурцев тюшенам не удалось. Городской магистрат загодя успел заслать своих шпионов к Гарсии и, вполне возможно, к англичанам; так или иначе, в городе стало известно о плане тюшенов, после чего верный своей политике уничтожения крепостей, которые не в состоянии были себя защитить и в то же время, в случае захвата англичанами, могли представлять реальную опасность, магистрат постановил сравнять замок с землёй.
Однако Раймонд де Бессан, заместитель бальи горной Оверни, на которого была изначально возложена эта миссия, побоялся вызвать недовольство церковных властей и уже потому «пожелал испросить совета», прежде чем действовать. Это промедление едва не оказалось гибельным — пока сен-флурцы заменили его Пьером де Руэрг, которому был дан прямой королевский приказ, тюшенам удалось выполнить свой план.
Вскоре после того, как защитники покинули замок, около 15—17 апреля, туда приехал Жан де Диен в сопровождении нескольких тюшенов, игравших роль его свиты. Де Броссадоль не ожидал подвоха от прекрасно знакомого ему соседа и дворянина и потому оказал де Диену и его людям гостеприимство. Однако, улучив момент, когда хозяин извинился и на несколько минут вышел из комнаты, тюшены немедленно забаррикадировали дверь, отрезав ему путь к возвращению, и открыли ворота отряду де Диена, скрывавшемуся по соседству. Замок был захвачен без единого выстрела, и торжествующий де Диен немедленно отправил конного слугу к Гарсии, чтобы известить его об успехе.

#### Гибель отряда де Диена
В городе стало известно о захвате Броссадоля уже на следующий день. Положение было действительно критическим — в этой ситуации решить дело могли несколько часов. Пьер де Руэрг не стал терять времени; во главе городского ополчения он немедленно осадил замок и приказал начать штурм. Запертые внутри тюшены попытались начать переговоры, но тот, понимая, что они просто тянут время в ожидании подхода основных сил, приказал поджечь замок, после чего сен-флурцы бросились штурмовать стены. Оказавшись между огнём и копьями нападающих, де Диен и его люди с боем попытались прорваться к своим, но были частью перебиты, частью захвачены в плен.
На допросе де Диен сказал: «Вам повезло взять замок. Гийом собирался отдать его англичанам, и в скором времени вам бы довелось увидеть здесь столько солдат, сколько ещё не видано было во всей провинции». Другой подтвердил: «Мы бы разграбили все здешние места, да так, что никто не смог бы с нами сравниться, и никто не посмел бы нам помешать». Третий добавил: «Гийом Гарсия явился бы с таким количеством людей, что ему подчинилась бы вся страна». Ещё один: «Здесь бы стоял английский гарнизон, столь многочисленный, что мы стали бы непобедимы. Мы бы разрушили всю страну, мы бы в этой стране стали сеньорами».
Руэрг распорядился казнить пленников; семья де Диен забрала тело родственника, чтобы похоронить его в семейном склепе. Остальные тюшены остались в безымянных могилах возле замка. Руэрг приказал разрушить замок Броссадоль до основания, что было без промедления выполнено. Осиротевший хозяин, впрочем, не смирился с потерей своей собственности и даже десять лет спустя ходатайствовал перед папским престолом о наказании сен-флурцев. Насколько известно, с помощью уговоров и денег этот конфликт удалось разрешить.

### Разгром восстания
Гарсия, получив письмо де Диена, скорым маршем отправился в Броссадоль. Тем же вечером он достиг Мюрата, где остановился на ночлег и узнал о поражении и гибели своих людей. По рассказам пленных, «он пришёл в такую ярость, что не смог спать всю ночь», и наконец Гарсия поклялся, что отныне без лишних слов «будет грабить до нитки и перерезать горло любому сен-флурцу, который попадёт ему в руки». Часть горожан, охваченная паникой при этом известии, спешно выселилась из города.
Однако этим заявлением Гарсия совершил вторую крупную ошибку. Первая же состояла в том, что, когда он стал союзником англичан, которых ненавидели за грабежи, в глазах местного населения его армия также превратилась в «англичан», и тем самым тюшены лишились продовольственной и информационной базы, на которой с самого начала держалось движение. Теперь же, объявив войну столице Оверни, он поставил сен-флурцев в положение, когда сохранение их имущества и жизни напрямую связывалось с его разгромом.
Положение для тюшината ухудшалось ещё и тем, что взятие Броссадоля испугало и местную аристократию, которой стало ясно, что единственным способом покончить с новой угрозой было выступить единым фронтом, на время оставив распри. Уже на следующий день после взятия Броссадоля Рено I де Мюрат и его многолетний соперник, Понс де Кардальяк, заключили между собой перемирие. Формальное соглашение между ними было подписано 21 апреля 1384 года при посредничестве Ги Дальма, сира де Уксан, виконта Армана V де Рандона и, наконец, заклятого врага тюшенов виконта де Полиньяка, приложившего к тому особенно много усилий.
К ним присоединились первые дворяне горной Оверни: Гийом Комтур, сир д’Апшон, сеньор де Пьерфон. В это время их земли были в полной власти тюшенов, за исключением укреплённых мест. Арбитрами в этом примирении выступили также со стороны Кардальяка Арно де Ландорр, сенешаль Руэрга, маркиз де Канильяк, самый крупный землевладелец в округе Жеводен, сир д’Апшье, сиры Кастельно и Прекорен де Керси.
Примирение было вызвано лишь крайней необходимостью и немедленно было нарушено после поражения тюшенов. В качестве первого шага Полиньяк позаботился о том, чтобы очистить органы городского самоуправления Сен-Флура от тюшенов и их приспешников. После этого Арно де Ландорр поставил перед Генеральными штатами Руэрга вопрос о сборе средств на борьбу с тюшинатом в количестве 6 тысяч золотых экю и, с некоторыми оговорками, получил желаемое. На сбор армии ушло от месяца до двух. В это время тюшены полностью подчинили себе Алланш, Моншан, но будущего у восстания уже не было.
Точное время и место поражения армии Гарсии установить не удалось, так как пропали архивы Сен-Флура за 1384—1386 годы и Морферрата за 1384 год. Однако в последнем, датированном 1385 годом, уже нет упоминания о тюшенах. Известно лишь, что Поншон де Ланжеак, офицер Эдена, энергично преследовал тюшенов в Родезе, Лимоде, Пуатье, Каоре, Манде, Ле Пюи. В диоцезе Манд он взял замок Шапье и занял Бриуд.

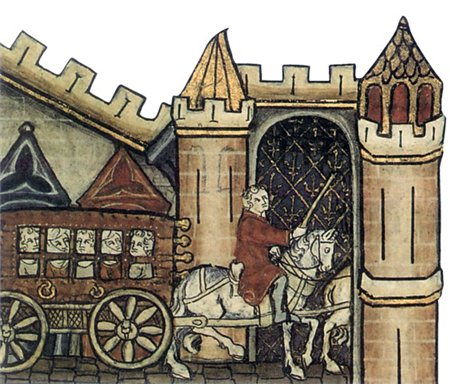
Транспортировка заключённых в тюрьму. Миниатюра XIV века

В июне войска под командованием Полиньяка, в чьём подчинении состоял де Ланжеак, разбили тюшенов у деревни Мантьер, в 6 км от Сен-Флура. Пленных убивали на поле боя, так, Ланжеак собственной рукой расправился с 12 из них. Вполне возможно, что в бою участвовали также англичане, «не показавшие спину столь легко и просто», но ситуацию это не изменило. В честь этой победы в Ле Пюи было устроено гулянье. В последующие дни победоносная армия преследовала тюшенов, убивая всех, кого могла настичь.
Несколько «капитанов» — Гийелльмине, Альмарио (или Альмарго) и Седрен — были схвачены и отправлены в Ле Пюи и замок Полиньяк. Седрен был когда-то наёмником англичанина Сегена де Бадфоля — капитана Бриуда, и потому его сожгли живьём на вершине горы Анис, возвышавшейся над Пюи. После этого из документов исчезает всякое упоминание об армии Гийома Гарсии. Судьба её предводителя остаётся неизвестной.

### Конец тюшината
Оставшиеся в живых после разгрома вернулись к мирным занятиям — крестьянским или ремесленным, крупные банды отправились в Прованс и нанялись на службу к Карлу де Дураццо, сопернику Людовика Анжуйского в борьбе за неаполитанскую корону. Тогда же в июле «тюшены» упоминаются среди состава в гарнизоне в Бо (фр. Baux). 25 июля банда из 700 тюшенов под командованием некоего Феррадука захватила Арль, но удерживала город лишь в течение суток, после чего была выбита оттуда, а немногочисленные пленники повешены без суда. Впрочем, если верить сохранившимся документам, эта банда избежала разгрома и далее продала свои услуги Меро II, виконту Мюрата, ведшему в это время войну с Бернаром д’Арманьяком и его союзниками. Эта банда, в конечном итоге, потерпела поражение и была рассеяна. Другие вели разбойничий промысел, о чём в документах упоминается вплоть до 1390 года. Тогда же, вплоть до 1391 года, шёл розыск и наказание участвовавших в восстании, причём многочисленные разрешительные грамоты, исходившие от Жана Беррийского, продавались за деньги. Около 1390 года небольшая банда тюшенов расположилась в заброшенном форте Мирмон и угнала у англичан несколько голов скота, но английский военачальник Шопин де Бадфоль разгромил банду и приказал повесить пленных.
И наконец, в июле 1391 года король Карл VI дал общую амнистию всем участвовавшим в тюшинате, которую пришлось вновь покупать за деньги. Возможно, в том же году остатки тюшенов сопровождали графа Арманьяка в его ломбардском походе. В декабре 1391 года вновь появилась банда тюшенов под командованием некоего Гантона де Гийоля, бесчинствовавшая в районе Сен-Флура и отнявшая у руэргских купцов бочки с вином, против которой пришлось отправить карательный отряд. Но эти остатки уже не представляли опасности. Слово «тюшены» осталось в употреблении в диалекте Верхней Оверни в значении «грабителя», «мародёра». Остатки этих «мародёров» ещё в 1395 году принимали участие в возобновившейся войне за виконтство Мюрат. Слово «тюшены» упоминается в этом значении вплоть до 1425 года, но речь уже скорее идёт о «разбое» и «оскорблении величества», которое получило такое наименование. Наказанием за «тюшинат» в это время служат казнь и лишение имущества, шедшего в оплату войскам или дворянам, распоряжавшимся им.

## Память
Даже после того, как восстание было окончательно подавлено, память о тюшенах продолжала жить, а само слово перешло в разряд ругательных, став синонимом понятия «предатель» и «мятежник», по крайней мере, таким образом его определил в 1384 году житель Нима по имени Жан Бена. Этот Бена посчитал наименование «тюшен» столь оскорбительным, что, не говоря ни слова в ответ, пронзил обидчика кинжалом. Тринадцать лет спустя бывший тюшен Жан Пикар подобным же образом оскорбил знатную даму, «обозвав её потаскухой и тюшенкой», за что лишился головы. Это слово приобрело в скором времени столь оскорбительный характер, что король Карл VI вынужден был издать особый приказ, «дабы отныне никто не осмеливался звать другого тюшеном».
И наконец, Сезар де Нотрдам, историк конца XVI — начала XVII века, отмечал: «Вплоть до настоящего времени у нас в Провансе карточных валетов имеют обыкновение звать тюшенами, вкладывая в это слово всю свою ненависть к этой породе разбойников и отбросов рода человеческого».

## Комментарии
1. ↑  Так, после захвата замка Эгез в 1382 году некий тюшен, исполнявший обязанности писаря, отметил на бумаге имена своих соратников и полагающееся каждому вознаграждение — 4 сетье пшеницы, при том, что четверо капитанов и бальи Эгеза, предавший своего господина, получили по 8 сетье.
2. ↑  Ad jurandum ut esset eis bonus et fidelis.
3. ↑  В пуритански-строгой монографии Буде последний эпитет отмечен лишь начальной буквой — roi de figues, roi de m…
4. ↑  Символ расстрижения — та же процедура была проделана с Джордано Бруно.
5. ↑  Этот факт ещё более поражает, если принять во внимание, что де Тюренн, прямой ставленник герцога Беррийского и капитан сенешальства Бокер, был специально призван к борьбе против тюшината.
6. ↑  В работе Себенцовой утверждается, что Гарсия был «схвачен и повешен», но это явная ошибка, так как у Буде, на которого она ссылается, подобных сведений нет.

## Первоисточники
- Chronique du Réligieux de Saint-Denys см. также перевод Хроника монаха из аббатства Сен-Дени или Хроника Карла VI.
- Arch. Nat. JJ. 112, № 177 Lettre de grâce à l`éscuyer Pierre Sarament см. также перевод Разрешительная грамота Карла VI дворянину Пьеру Сараману.
- Arch. Nat. JJ. 112, № 207 Lettre de grâce à Girard de Vens см. также перевод Разрешительная грамота Карла VI Жирару де Вану.